# Et stykke på vej
Et stykke på vej er en dokumentarfilm instrueret af Barbro Boman efter eget manuskript.

## Handling
Gennem en historie om en enke og hendes forsørgervanskeligheder fortæller filmen om den hjælp til uddannelse, som Mødrehjælpen yder enligtstillede kvinder med børn og berører samtidig andre sider af institutionen.